# Daniel Ash
Daniel Gaston Ash (ur. 31 lipca 1957 w Northampton) – brytyjski muzyk, autor tekstów i wokalista. 
Matką Daniela Asha była Francuzki a ojcem Anglik. Dzieciństwo i młodość spędził w Northampton. Karierę muzyczną rozpoczął pod koniec lat 70. XX w. jako gitarzysta gotycko-rockowego zespołu Bauhaus. Z niego wywodzą się późniejsze, powiązane ze sobą zespoły: Tones on Tail i Love and Rockets, który zakończył działalność w 2009. Artysta kontynuuje karierę solową. Nagrał kilka autorskich albumów.

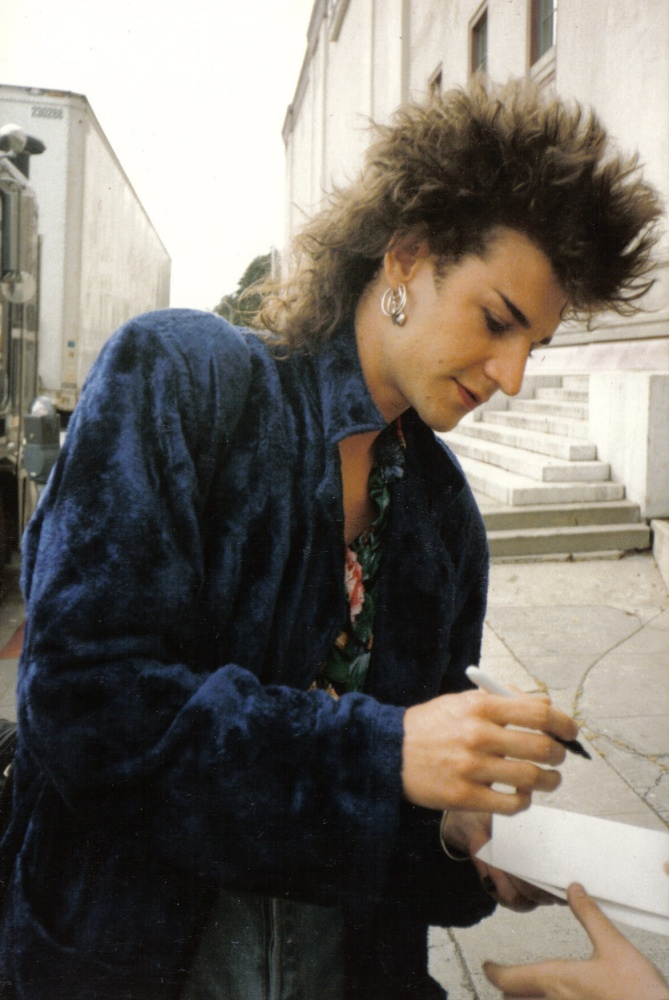
Daniel Ash (1986)